# Byrrangagebirge
Das Byrrangagebirge ist ein bis 1121 m (anderen Angaben zufolge 1125 m) hohes, arktisches Mittelgebirge in Nordsibirien (Russland) auf der Taimyrhalbinsel. Weil letztere der nördlichste kontinentale Festlandteil der Erde ist, ist das Byrrangagebirge der nördlichste Festlands-Gebirgszug. Das im Nordosten vielerorts vergletscherte Gebirge wird von der Tundra beherrscht und liegt im Bereich des Permafrostbodens und nördlich der Juli-Isotherme von 10 °C.
Das Byrrangagebirge erstreckt sich durchschnittlich etwa 825 km jenseits des nördlichen Polarkreises auf der Taimyrhalbinsel zwischen der Mündung des Jenisseis (Jenissei-Bucht) in die Karasee und der Chatanga (Chatangagolf) in die Laptewsee. Es ist etwa 1.100 km lang und im Nordosten bis zu 180 km breit.
Das Byrrangagebirge ist in drei Teile gegliedert: Sein Südwestteil liegt zwischen der Jenissei-Bucht und dem auch in die Karasee mündenden Pjassina und ist maximal 320 m hoch. Sein Mittelteil befindet sich zwischen der Pjassina und der Taimyra, die im Rahmen des nordwestlichen Taimyrseearms durch das Gebirge fließt, und ist bis zu 671 m hoch. Sein Nordostteil liegt zwischen der Taimyra und der Laptewsee und ist mit maximal 1121 m höchster Gebirgsteil, in dem sich hunderte Gletscher mit insgesamt rund 30 km² Fläche befinden, von denen einige bis auf minimal etwa 600 m reichen.
Zu den zahlreichen Seen des Byrrangagebirges gehört neben dem großen Taimyrsee der kleine Loewinson-Lessing-See.